# ساعة أبل الإصدار 2
تعد ساعة آبل الاصدار الأول وساعة آبل الاصدار الثاني من طرازي الجيل الثاني من Apple Watch وتم إصدارهما في 16 سبتمبر 2016. يستخدمون Apple S1P و Apple S2 SIPs (نظام في حزمة)، على التوالي، ويحتوي الاصدار الثاني على نظام GPS مدمج وضعف سطوع شاشة الجيل السابق لتسهيل القراءة في الهواء الطلق. تتطلب ساعات آبل الاصدار 1 و 2 جهاز iPhone 5 على الأقل يعمل بنظام iOS 10 أو أحدث.

## ميزات
تقدم ساعة آبل الاصدار الثاني: مقاومة للماء عند تصنيف 50 مترًا. يمكنه تتبع عدد اللفات والمسافة أثناء تمارين السباحة. أثناء السباحة، يمكن تعطيل وظيفة اللمس يدويًا باستخدام «وضع تحت الماء». بمجرد إيقاف تشغيل هذا، عن طريق تدوير التاج الرقمي بشكل مستمر، فإنه يستخدم السماعة لطرد المياه المتبقية من خلال سلسلة من 10 اهتزازات. تحتوي ساعة آبل الاصدار الثاني على نظام GPS مدمج. يتم حفظ أحدث التطبيقات المستخدمة في الخلفية، لذلك يتم تحميل التطبيقات والمعلومات بشكل أسرع. تم بيع ساعة آبل الأصدار الثاني في أغلفة من الألمنيوم المؤكسد، بسعر يبدأ من 369 دولارًا، والفولاذ المقاوم للصدأ المصقول، بسعر يبدأ من 549 دولارًا. تم بيع السلسلة 1 فقط من الألمنيوم، بسعر يبدأ من 269 دولارًا. لا تزال السلسلة 2 بحاجة إلى الشحن ليلاً، مع الإعلان عن عمر بطارية يصل إلى 18 ساعة، تماشياً مع سابقاتها. الشاشة أيضًا أكثر سطوعًا، من 450 شمعة إلى 1000.

## البرمجيات
تم إصدار ساعات آبل الاصدار 1 و 2 لأول مرة مع تثبيت watchOS 3 مسبقًا وهو مدعوم حتى watchOS 6 . لا تتلقى كل من السلسلتين 1 و 2 نظام watchOS 7 .

## الالتباس
تم إصدار ساعات آبل الاصدار الأول والثاني في نفس الوقت ولديها معالجات أسرع من الجيل الأول، لكن الاصدار الثاني مزودة بنظام تحديد المواقع العالمي (جي بي اس)، ومقاومة للماء لتمارين السباحة، وتحتوي على شاشة 1000 شمعة. ومع ذلك، باستثناء المعالج الأسرع، فإن السلسلة 1 تُجري تغييرات طفيفة أو معدومة من الجيل الأول. يُطلق على الجيل الأول من ساعات آبل عادةً اسم الاصدار 0 من قبل المجتمعات المحيطة، لكن آبل نفسها لا تستخدم هذا الاسم، وبدلاً من ذلك تشير إلى الاصدار 0 باسم «ساعة ابل (الجيل الأول)».

## روابط خارجية
- Apple Watch
 – official site